# 魁德
魁德（？—？），字季愚，李佳氏，内务府正黃旗汉军人，清朝政治人物。乾隆元年丙辰科举人，二年丁巳科同進士出身。
乾隆二年（1737年）丁巳恩科进士。乾隆十年五月，接替趙鎮。擔任江蘇荆溪縣知縣。后由王績接任。
子灵川，乾隆丙午举人，湖北潜江县知县、孫存楙，道光甲辰举人。